# Hook Man
Hook Man is de zevende aflevering van de televisieserie  Supernatural, voor het eerst uitgezonden op The WB Television Network  op 25 oktober 2005. De aflevering is geschreven door John Shiban en geregisseerd door David Jackson. Nadat een meisje beweert dat haar vriendje is vermoord door een onzichtbare man, gaan Sam en Dean erop af om dit te onderzoeken.

## Verhaallijn
Lori Sorenson zit in een geparkeerde auto in de bossen op “9 Mile Road” met haar vriend Rich. Als ze buiten iets horen, gaat Rich poolshoogte nemen. Lori verliest Rich uit het oog en dan hoort ze iets bonzen op het dak. Ze stapt uit en vindt Rich dood, hangend aan een boom boven de auto. Sam en Dean gaan erop af om de dood van Rich te onderzoeken ontdekken ze dat Lori de dochter is van dominee Sorenson (Dan Butler). Ze besluiten een dienst bij te wonen bij de kerk van de dominee om in contact te komen met Lori. Na wat nader onderzoek realiseren ze zich dat het verhaal van Lori overeenkomt met de legende van de Hook Man. Ze gaan naar de plaatselijke bibliotheek voor nader onderzoek. Daar ontdekken ze dat in 1862 een predikant genaamd Jacob Karns 13 prostituees vermoord heeft met een haak die hij droeg in plaats van zijn hand die hij verloor bij een ongeval. Hij werd later gearresteerd en vervolgens geëxecuteerd. Diezelfde nacht gaan Sam en Dean naar “9 Mile Road”, op zoek naar de Hookman, maar worden daar ontdekt en gearresteerd door de sheriff.
De volgende ochtend wordt Lori wakker in haar studentenkamer en vindt haar kamergenoot Taylor dood. De woorden "Ben je niet blij dat je niet het licht aan hebt gedaan?" staan met bloed op de muur geschreven. Na hun vrijlating door de sheriff horen Sam en Dean over de moord van Taylor. Ze bezoeken de plaats delict en merken op dat er een kruissymbool geschreven is in bloed, dat overeenkomt met het symbool van Jacob Karns. Ze komen ook achter andere moorden die plaats hebben gevonden in het gebied, waar overlevenden beweren dat het door een onzichtbaar iemand is gedaan. Sam en Dean zijn ervan overtuigd dat de geest van Karns verbonden is met de verdrongen emoties van de dominee, en dat hij de mensen doodt die immoreel zijn.
Terwijl Dean het graf van Karns opgraaft en reinigt, houdt Sam de wacht voor Loris huis. Lori ziet Sam vanuit haar raam en besluit met hem te praten. Ze vertrouwt hem toe dat ze heeft ontdekt dat haar vader een affaire met een getrouwde vrouw heeft. Loris vader doet de deur open om Lori te verzoeken binnen te komen. Echter komt Jacob Karns tevoorschijn en valt de dominee aan. De volgende dag oppert Sam dat Jacobs geest is verbonden met Lori, in plaats van haar vader. Sam en Dean zijn nog steeds verbijsterd dat het verbranden van het lijk de geest niet heeft vernietigd. Ze komen erachter dat ze zijn haak nog moeten vernietigen, die in het verleden is omgesmolten en verwerkt tot voorwerpen voor de kerk. Ze verzamelen alle zilveren voorwerpen in het huis van Lori en in de kerk en gooien het in een oven. Sam hoort iets in de kerk. Hij vindt Lori biddend in de kerk. Vervolgens verschijnt de Hook Man om hen aan te vallen. Wanneer ze proberen te ontsnappen beseffen ze dat Lori een zilveren ketting om heeft. Terwijl Sam de Hook Man op afstand houdt, gooit Dean de ketting in de oven. De Hook Man wordt vernietigd terwijl de ketting smelt.
De volgende ochtend leggen ze aan de politie uit dat ze zijn aangevallen door een man met een haak die vervolgens is weggerend. Dean ziet dat Sam een band heeft gekregen met Lori en hij zegt dat ze wel langer kunnen blijven. Sam zwijgt en Dean begint weg te rijden.

## Rolverdeling
| Acteur          | Personage        |
| --------------- | ---------------- |
| Jared Padalecki | Sam Winchester   |
| Jensen Ackles   | Dean Winchester  |
| Jane McGregor   | Lori Sorenson    |
| Dan Butler      | Dominee Sorenson |
| Brian Skala     | Rich             |
| Christie Laing  | Taylor           |
| Sean Millington | Hook man         |

## Muziek
“Merry Go Round” van Split Habit

“Bang Your Head (Metal Health)” van Quiet Riot

“Noise” van Low Five

“At Rest” van APM

“Royal Bethlehem” van APM

“U Do 2 Me” van Paul Richards

“Peace Of Mind” van Boston